# Marianela Denegri
Marianela Del Carmen Denegri Coria (Santiago, 17 de enero de 1955- 21 de octubre de 2022), Psicóloga e Investigadora especializada en el área de la Psicología Económica.
Estudió en la Universidad Católica de Santiago y luego realizó estudios de Posgrado en Canadá y España, donde obtuvo su Magíster y Doctorado en Psicología respectivamente.
Sus estudios han profundizado la comprensión del impacto del modelo económico neoliberal en el comportamiento de consumo y en la construcción de identidad en las sociedades posmodernas. 
Desarrolló estudios, creó instrumentos y fomentó la Educación Financiera crítica tanto a nivel nacional como internacional.

## Biografía

### Estudios Universitarios
A los 17 años entró a la Pontificia Universidad Católica de Chile, recibiendo una beca por sus notas de enseñanza media y más tarde por sus calificaciones durante su primer año de pregrado.
Desarrolló la tesis: “Los sueños en Psicoterapia”, con lo que se recibía como Psicóloga.
Su primera incursión en el mundo laboral dio cuenta de sus intereses sociales al dirigir un hogar para niños y jóvenes en conflicto severo con la justicia, dependiente de CONAME y posteriormente SENAME.
En el año 1982 se traslada a Temuco a la recién formada Universidad de la Frontera a la carrera de Psicología donde ejerció como docente de pregrado. A partir de ese momento, también inicia su carrera como investigadora iniciando la línea de construcción del conocimiento social a partir de la influencia de los estudios de Jean Piaget.
En 1989 obtiene el grado de magíster en Psicopedagogía por la Universidad Laval de Quebéc.
En 1992, tras obtener la Beca Presidente de la República, viaja a España para cursar sus estudios de Doctorado en la Universidad Autónoma de Madrid iniciando sus estudios en la línea de investigación de la Psicología económica.
Su tesis doctoral se tituló “Psicogénesis del pensamiento económico en la niñez y la adolescencia” y fue dirigida por el Juan Delval. Obtuvo en el año 1996 el premio a la mejor tesis doctoral.
Entre enero de 1994 a junio de 1995 fue Becaria del Ministerio de Educación de España en Proyecto de Investigación llamado “Psicología del desarrollo y educación escolar".
A partir de su trabajo de tesis surge el modelo de Psicogénesis del pensamiento económico que ha sido utilizado en investigaciones internacionales, convirtiéndose en la primera investigadora chilena y latinoamericana en el ámbito de la psicología económica.
En 1996 obtuvo su primer proyecto Fondecyt denominado “Comprensión de la Economía en Niños Chilenos”, dando inicio al equipo de investigación en este ámbito.
El éxito de este proyecto y de la aplicación de su modelo, no tardó en replicarse en otros países latinoamericanos, siendo Colombia el primero en importarlo y desde ahí su expansión hacia Brasil y muchos otros países donde ya se han llevado a cabo, múltiples tesis doctorales.
A partir de su trabajo y de la creación del primer grupo de estudios avanzados en psicología económica en la Universidad de la Frontera, en el año 2010 se oficializa la creación del Centro de Investigación en Psicología económica y del consumo CEPEC, el cual será reconocido como un centro de excelencia por la Universidad de la Frontera en el año 2016.
En el ámbito de la gestión institucional y debido a que el año 2012 la Universidad de la Frontera se adjudica su segundo Convenio Desempeño, se da inicio a la creación del Núcleo Científico Tecnológico en Ciencias Sociales y Humanidades que aglutina la investigación de avanzada en estos ámbitos en la institución, unidad académica que desde su creación dirige.
A fines de los años 90´s, participó en la gestación del programa de Magíster en Psicología de la Universidad de la Frontera.
Simultáneamente trabajaba junto al equipo del Departamento de Psicología, en la propuesta para la creación del programa de Doctorado en Psicología de la Universidad de la Frontera siendo actualmente miembro de su claustro y de su comité académico. También participó en la comisión que elaboró la propuesta de doctorado en Ciencias Sociales formando parte de su comité académico y dirigiendo la línea de investigación en consumo y ciudadanía económica.

### Vinculación y Transferencia
Los estudios realizado en el CEPEC han despertado el interés de distintos profesionales y entidades del país logrando una articulación con instituciones como el SERNAC, Banco Estado, entre otros. Además junto a su equipo colabora en el desarrollo de la primera Estrategia Nacional de Educación Financiera de Chile.
Otra iniciativa del CEPEC la ha constituido el Semillero de Investigadores, la cual busca guiar a jóvenes estudiantes de pregrado de distintas áreas, con el propósito de fomentar y motivar a futuros nuevos investigadores en psicología económica y del consumo.
El CEPEC también es el responsable de la creación del TAE, Test de Alfabetización Económica que se convirtió en la primera herramienta de habla española que ya se ha replicado y traducido a otros idiomas.

### Mujer y Economía
La labor de Marianela Denegri ha sido destacada tanto a nivel nacional como internacional, como un referente de la Psicología y pionera de los estudios de la Psicología Económica en Chile y Latinoamérica.
Primera mujer en el país en trabajar en este campo que usualmente ha estado “masculinizado”, por lo que sus aportes han sido destacados por el SERNAM en el año 2002, recibiendo el premio “Mujer Promesa Regional”.
Era referida por medios nacionales e internacionales para difundir la psicología económica, entre ellos, el Diario Financiero y periódicos de Uruguay, Colombia y Perú.

## Apariciones Televisivas y Prensa
- Informe Especial TVN 2012 “La felicidad ¿Camino al desarrollo?” [3]

- Entrevista en Universidad de Magallanes[4]

- Educación Financiera con Dra. Marianela Denegri (5 de octubre de 2017) | La vuelta a la manzana[5]

- "Cómo sobrevivir a una crisis económica" | Marianela Denegri | TEDxUFRO[6]

- "Dios, mi cajero automático" [7]

- "Entre la euforia y la culpa" [8]

## Proyectos
- 2016 -2019. Co investigador. Proyecto FONDECYT 1160005. Satisfacción vital, familiar y alimentaria. Una primera aproximación en el sur de Chile.
- 2016-2019. Co investigador. Proyecto FONDECYT 1161715 “Identificación e intervención de mecanismos neurocognitivos asociados a la compra impulsiva en jóvenes universitarios”
- 2016-2019. Co investigador Proyecto FONDECYT 1160301 Modelo unificado de impacto psicosocial a partir de datos de desastres naturales y el desempleo 2015 - 2018. Investigador Responsable Proyecto FONDECYT 1150665. Alfabetización financiera y económica, actitudes hacia el dinero, patrones de consumo y satisfacción vital en estudiantes secundarios chilenos. Hacia un modelo integrativo
- 2015- 2018. Co investigador Proyecto FONDECYT 1150666. La construcción del imaginario social de la justicia en los relatos periodísticos publicados por el diario El Mercurio de Chile, entre 1850 y 2014, en el contexto del conflicto Estado-nación y pueblo mapuche: Continuidades y cambios. 15/03/2013 -15/03/2016 Co Investigador Proyecto Fondecyt n.º 1130165. Variables que influyen en la satisfacción con la vida y la alimentación en estudiantes universitarios.
- 15/03/2012 – 15/03/2014 Co investigador Proyecto Fondecyt n.º 1120904. Representaciones sociales acerca de la justicia. Comisión Nacional de Ciencia y Tecnología (CONICYT)
- 15/03/2011- 15/03/2014.  Investigador responsable. Proyecto Fondecyt n.º 1110711. Diseño, validación y evaluación de un modelo pedagógico de alfabetización económica en la formación inicial de profesores. Comisión Nacional de Ciencia y Tecnología (CONICYT)
- 15/03/2010 -15/03/ 2013 Co investigador. Proyecto Fondecyt n.º 1100611. Relación entre bienestar subjetivo, alimentación y comportamiento de compra de alimentos. Comisión Nacional de Ciencia y Tecnología (CONICYT)
- 2009-2010 Co Investigadora internacional. Proyecto 091801061. Socialización económica para el empoderamiento del caserío como unidad económica de la articulación organizacional de la comunidad campesina Cruz de Mayo, Caraz. Vicerrectorado de Investigación. Universidad Nacional Mayor de San Marcos. Perú.

## Premios y reconocimientos
- Abril 2017. Medalla a la trayectoria académica destacada. Universidad de La Frontera.
- Julio 2015. Nombramiento como Profesora Honoraria de la Universidad Nacional Mayor de San Marcos. Perú
- Noviembre 2012. Perfil biográfico seleccionado para Who's Who in the World, 2013, 30th Edition (Classic)

- 2012 y 2015. Selección como único jurado representante del mundo académico en  Jurado Nacional del Concurso La Economía más cerca. Banco Central de Chile.
- Marzo, 2012. Premio Reconocimiento a la labor académica. Facultad de Educación, Ciencias Sociales y Humanidades.
- Mayo 2009. Premio a la mejor ponencia 6º Congreso Internacional Alimentario El consumidor de alimentos: Marketing y Comportamiento. Medellín.
- Marzo 2002. Premio Mujer destacada de la Región. Servicio Nacional de la Mujer - Gobierno Regional
- Octubre 2008 Premio a la mejor ponencia en Track de Economía Aplicada :“Yo y la Economía: el Desafío de Alfabetizar Económicamente a los Niños,” XXIV: Encuentro Nacional de Facultades de Administración y Economía ENEFA
- Noviembre 1999. Premio al mejor trabajo científico del Encuentro de Investigadores en Educación, XV Nacional y Primero Internacional. Este premio es otorgado por el Área de Educación del Convenio Andrés Bello (SECAB)
- Marzo 1996. Premio Especial de Doctorado a la mejor tesis doctoral 1994-1995, otorgado por la Universidad Autónoma de Madrid.

## Artículos Académicos
1. Denegri, M.; Cabezas, D.; Novoa; M.; Peralta, J. Estrada, C. (2013) Personalidad de marca en carreras de psicología de zonas territoriales extremas: Arica y Punta Arenas. Magallania [online]. vol.41, n.2, 85-100. ISSN 0718-2244.  http://dx.doi.org/10.4067/S0718-22442013000200003 [9]
2. Denegri, M.; Cabezas, D.; Del Valle, C.; González, Y.; Sepúlveda, J. (2012) Perfiles actitudinales hacia el endeudamiento en estudiantes universitarios chilenos. Volumen 11, Número 2. 497-509[10]
3. Herrera, M., Estrada, C. y Denegri, M. (2011). La alfabetización económica, hábitos de consumo, actitud hacia el endeudamiento y su relación  con el Bienestar Psicológico en funcionarios públicos. Magallania , 39(1), 82-93.  [11]
4. Gempp, R.; Denegri, M. Caripán, N.; Catalán, V.; Hermosilla, Caprile, C. (2007) "Desarrollo del  Test de Alfabetización Económica para Adultos (TAE-A)" Revista Interamericana de Psicología, Vol. 41, número  3. 275-284  ISI[2]
5. Denegrí Coria, Marianela, Barros, Solange, Cárdenas Coronado, Valeria, Sepúlveda Aravena, Jocelyne, & Vivallo Urra, Oscar Gabriel. (2017). Consumo y endeudamiento en adolescentes escolarizados de la Región de La Araucanía, Chile. Estudios pedagógicos (Valdivia), 43(1), 61-74. https://dx.doi.org/10.4067/S0718-07052017000100004 [12]